# 蘇維熊
蘇維熊（1908年—1968年3月6日），台灣新竹北門外崙仔（今新竹市北區）人:184，英國文學研究者，國立臺灣大學外國語言文學系最早期的台灣本土師資，著有《英詩韻律學》 （Outline of English Prosody）等書。
在東京與台灣留日青年施學習、張文環、吳坤煌、巫永福、王白淵等合組「台灣藝術研究會」，創辦文藝刊物『フオルモサ』(《《福爾摩沙》），致力詩文創作。
日本東京帝國大學英文科卒業，文學士。
1945年末，他回到結束日本帝國統治的台灣，被國立臺灣大學代理校長羅宗洛聘為先修班（原台北帝國大學預科）教授（見羅宗洛《接收臺北帝國大學報告書·新聘本省籍之教職員名表》），教英文，同時還有教中文的黃得時（兼先修班教務主任）和教哲學的張冬芳2位台灣人先修班教授，先修班主任是本科哲學教授林茂生（同時是校務委員和代理文學院院長）。
1948年先修班停辦後，被時任莊長恭校長和丁西林文學院院長聘為國立臺灣大學外國語言文學系本科英國文學副教授，後升任教授。
擔任英詩選讀等課程。

## 作品在戰後的出版
- 蘇維熊/著，《蘇維熊文集》，台灣大學出版中心，2010年。